# Ospedale San Biagio (Marsala)
L’Ospedale San Biagio è il vecchio nosocomio civile e pubblico della città di Marsala (in provincia di Trapani), ora non più in funzione.
È stata una struttura sanitaria dell'ASL 9 TP Azienda Sanitaria Locale N° 9 di Trapani.
Tramite l'ASL faceva parte anche del Servizio sanitario della Sicilia, e di conseguenza era un organo inserito nell'ambito dell'SSN Servizio sanitario nazionale.
La struttura è ubicata in Piazza San Francesco.

## Storia

### Il San Giacomo
Il più antico ospedale civico di Marsala portava il nome di San Giacomo Apostolo, e si trovava vicino alla chiesa di San Salvatore (oggi non più esistente), così come l'ospedale della Commenda di San Giovanni di Rodi fuori città furono uniti, inglobati e governati da un successivo ospedale, nell'anno 1563, sito accanto alla chiesa di San Biagio, distrutta e oggi non più esistente a seguito dei pesanti bombardamenti di Marsala del 11 maggio 1943 da parte angloamericana durante la seconda guerra mondiale.
Esso era in un edificio del centro storico abbattuto e riedificato in una struttura e in un prospetto moderno nella attuale via Sebastiano Cammareri Scurti. Il preesistente palazzo era stato acquistato e riadattato a ospedale, nell'anno 1563, con i fondi donati dalla famiglia di Bernardino Grignani.

### Il San Biagio
L'ospedale San Biagio fu fondato il 1º aprile del 1565, e si può leggere nell'atto notarile firmato dal notaio Giovan Michele Cremona e custodito nell'archivio notarile di Marsala.
Nel 1731 l'ospedale disponeva di 70 posti letto e la rendita era di 451.25 onze. L'edificio ospedaliero restò in funzione in quella sede fino all'anno 1900. Nel 1901 la struttura fu adibita a biblioteca comunale e gli ammalati trasferiti nel monastero di San Francesco. 
L'architetto Ernesto Basile, su incarico della famiglia Florio, curò la trasformazione del monastero in istituto assistenziale.
L'odierno ospedale “San Biagio” è, in parte nell'ex convento settecentesco dei Francescani, in piazza San Francesco (ingresso), con l'annessa chiesa di San Francesco (VI sec.) ricostruita tra il 1740 e il 1750. I padiglioni più nuovi sono stati ricavati nell'ampio giardino dell'ex convento. L'ospedale si è insediato in questa sede all'inizio del Novecento, al posto di un insediamento militare, quale era diventato il convento dopo il 1866.
L'ospedale però nacque poco a poco, in passato era formato solo da un grosso stanzone dove c'erano i letti dei pazienti a destra e a sinistra tutti in fila; poi con la modernizzazione del sistema sanitario si comincio a rimpicciolire questa grossa stanza, creando i vari reparti che formano un complesso ospedaliero.
La parte più moderna del nosocomio è quella che riguarda il Pronto Soccorso.
Ha concluso l'attività ospedaliera dall'inizio 2010, poiché è stato assorbito e sostituito dal nuovo Presidio ospedaliero Paolo Borsellino di Marsala.

## I vecchi reparti del San Biagio
Questo è l'elenco dei reparti che facevano parte del San Biagio al momento della chiusura.
- Anestesia e Rianimazione
- Cardiologia con UTIC (Unità di Terapia Intensiva Cardiologica)
- Chirurgia generale
- Diabetologia
- Gastroenterologia ed Endoscopia Digestiva
- Geriatria
- Oculistica
- Malattie dell'Apparato Respiratorio
- Medicina generale
- Neurologia
- Ortopedia e Traumatologia
- Ostetricia e Ginecologia
- Otorinolaringoiatria
- Patologia clinica
- Pediatria
- Radiodiagnostica
- Riabilitazione
- Urologia
- Pronto Soccorso
- Farmacia

## Recupero e riutilizzo
Nel 2014 dopo un lavoro di ristrutturazione e riqualificazione, l'Azienda Sanitaria Provinciale ha recuperato alcuni locali del San Biagio, ed è stato adibito a nuovi usi, sempre sanitari.
Al san Biagio infatti è stato trasferito da parte del distretto sanitario di Marsala, l'Istituto di salute e igiene mentale che precedentemente aveva sede in una struttura fatiscente, e sita in una strada secondaria. Inoltre sono stati istituiti altri due nuovi servizi tra i quali il Ser.T trasferito dalla sede provvisoria che era nell'ospedale Paolo Borsellino, più altri servizi e istituti da sempre siti al San Biagio.

### Nuovi servizi attivi
Attualmente presso il San Biagio hanno sede:
- CSM - Centro di Salute Mentale;
- Ser.T - Servizio per le tossicodipendenze
- U.O.S.D. Centro Diurno Alzheimer.[2]
- U.O. Distrettuale di Medicina Legale di Marsala (Istituto di Medicina Legale);
- Presidio di continuità e assistenzia sanitaria (guardia medica) - presso l'ex Pronto Soccorso.